# Robecq
Robecq är en kommun i departementet Pas-de-Calais i regionen Hauts-de-France i norra Frankrike. Kommunen ligger i kantonen Lillers som tillhör arrondissementet Béthune. År 2022 hade Robecq 1 320 invånare.

## Befolkningsutveckling
Antalet invånare i kommunen Robecq
| Referens: INSEE |